# 구민지
구민지(1980년 1월 1일 ~ )은 대한민국의 배우이다. 1998년 MBC 27기 공채 탤런트로 데뷔하였다.

## 학력
- 서울예술대학교 영화학과 전문학사

## 출연작

### TV드라마
- 2008년 MBC 설특집 드라마 《쑥부쟁이》
- 2002년 MBC 아침드라마 《내 이름은 공주》
- 2001년 MBC 일일연속극 《결혼의 법칙》
- 2000년 MBC 월화 미니시리즈 《뜨거운 것이 좋아》
- 2000년 MBC 주말연속극 《사랑은 아무나 하나》
- 2000년 MBC 수목 미니시리즈 《이브의 모든 것》
- 2000년 MBC 수목 미니시리즈 《나쁜 친구들》
- 2000년 MBC 주간시트콤 《세 친구》
- 2000년 MBC 청춘시트콤 《가문의 영광》
- 1999년 MBC 일일연속극 《날마다 행복해》
- 1999년 MBC 아침드라마 《아름다운 선택》
- 1999년 MBC 일일연속극 《하나뿐인 당신》
- 1999년 MBC 일일시트콤 《남자 셋 여자 셋》
- 1999년 MBC 월화 미니시리즈 《흐르는 것이 세월뿐이랴》
- 1999년 MBC 일요아침드라마 《사랑밖엔 난 몰라》
- 1998년 MBC 수목 미니시리즈 《해바라기》
- 1998년 MBC 주말연속극 《사랑과 성공》

### 영화
- 2000년 《패밀리 맨》